# Conus subtessellatus
Espèce
Conus subtessellatus est une espèce fossile de mollusques gastéropodes marins de la famille des Conidae.

## Taxonomie

### Publication originale
L'espèce Conus subtessellatus a été décrite pour la première fois en 1852 par le naturaliste français Alcide Dessalines d'Orbigny.